# Galib Zsafarov
Galib Musa oglu Zsafarov (azeri nyelven:Qalib Musa oğlu Cəfərov, Aktobe, 1978. május 9. –) azerbajdzsáni származású kazak világbajnok ökölvívó.

## Amatőr eredményei
- 2001-ben ezüstérmes a világbajnokságon pehelysúlyban. A döntőben a török válogatott Ramaz Palianitól kapott ki.
- 2003-ban világbajnok pehelysúlyban. A döntőben a német Vitali Tajbertet győzte le.
- 2004-ben az olimpián a negyeddöntőben szenvedett vereséget a későbbi bajnok orosz Alekszej Tyiscsenkotól, így nem szerzett érmet.

1. ↑  Olympedia (angol nyelven), 2006